# Nescopeck, Pennsylvania
Nescopeck là một thị trấn thuộc quận Luzerne, tiểu bang Pennsylvania, Hoa Kỳ. Năm 2010, dân số của thị trấn này là 1583 người.